# Temporada 1970 de Fórmula 1
Resultats de la Fórmula 1 a la temporada 1970.

## Sistema de puntuació
S'adjudicaven punts als sis primers llocs (9, 6, 4, 3, 2 i 1). Ja no es donen punts per la volta més ràpida. Per al recompte final del campionat només es tenien en compte els sis millors resultats dels set primers grans premis i cinc dels sis grans premis següents, d'aquesta manera s'eliminava el pitjor resultat en cada una de les dues parts possibles del campionat (6 de 7 i 5 de 6).
També és puntuable per al Campionat del món de constructors.

## Curses
| Rnd | Cursa                        | Data           | Circuit            | Pilot                      | Equip          | Resultats |
| --- | ---------------------------- | -------------- | ------------------ | -------------------------- | -------------- | --------- |
| 1   | Gran Premi de Sud-àfrica     | 7 de març      | Kyalami            | Jack Brabham               | Brabham - Ford | Resultats |
| 2   | Gran Premi d'Espanya         | 19 d'abril     | Jarama             | Jackie Stewart             | March - Ford   | Resultats |
| 3   | Gran Premi de Mònaco         | 10 de maig     | Mònaco             | Jochen Rindt               | Lotus - Ford   | Resultats |
| 4   | Gran Premi de Bèlgica        | 7 de juny      | Spa-Francorchamps  | Pedro Rodríguez de la Vega | BRM            | Resultats |
| 5   | Gran Premi d'Holanda         | 21 de juny     | Zandvoort          | Jochen Rindt               | Lotus - Ford   | Resultats |
| 6   | Gran Premi de França         | 5 de juliol    | Charade            | Jochen Rindt               | Lotus - Ford   | Resultats |
| 7   | Gran Premi del Regne Unit    | 18 de juliol   | Brands Hatch       | Jochen Rindt               | Lotus - Ford   | Resultats |
| 8   | Gran Premi d'Alemanya        | 2 d'agost      | Nürburgring        | Jochen Rindt               | Lotus - Ford   | Resultats |
| 9   | Gran Premi d'Àustria         | 16 d'agost     | Österreichring     | Jacky Ickx                 | Ferrari        | Resultats |
| 10  | Gran Premi d'Itàlia          | 6 de setembre  | Monza              | Clay Regazzoni             | Ferrari        | Resultats |
| 11  | Gran Premi del Canadà        | 20 de setembre | Mosport Park       | Jacky Ickx                 | Ferrari        | Resultats |
| 12  | Gran Premi dels Estats Units | 4 d'octubre    | Watkins Glen       | Emerson Fittipaldi         | Lotus - Ford   | Resultats |
| 13  | Gran Premi de Mèxic          | 25 d'octubre   | Hermanos Rodríguez | Jacky Ickx                 | Ferrari        | Resultats |

## Posició final del Campionat de constructors de 1970
| Pos. | Equip                | Xassis         | Motor             | Neumàtics | Punts | Victòries | Podis | Poles |
| ---- | -------------------- | -------------- | ----------------- | --------- | ----- | --------- | ----- | ----- |
| 1    | Ferrari              | 312B           | Ferrari 001       |           | 76    | 4         | 9     | 5     |
| 2    | Lotus - Ford         | 49C 72 72B 72C | Ford Cosworth DFV |           | 70    | 6         | 7     | 3     |
| 3    | March - Ford         | 701            | Ford Cosworth DFV |           | 55    | 1         | 8     | 4     |
| 4    | McLaren - Ford       | M14A           | Ford Cosworth DFV |           | 36    |           | 5     |       |
| 5    | Brabham - Ford       | BT33           | Ford Cosworth DFV |           | 35    | 1         | 5     | 1     |
| 6    | BRM                  | P139 P153      | BRM P142          |           | 25    | 1         | 2     |       |
| 7    | Matra                | MS120          | Matra MS12        |           | 24    |           | 3     |       |
| 8    | Surtees - Ford       | TS7            | Ford Cosworth DFV |           | 3     |           |       |       |
| 9    | McLaren - Alfa Romeo | M7D M14D       | Alfa Romeo T33    |           |       |           |       |       |
| 10   | Tyrrell - Ford       | 001            | Ford Cosworth DFV |           |       |           |       | 1     |
| 11   | Bellasi - Ford       | F1             | Ford Cosworth DFV |           |       |           |       |       |
| 12   | De Tomaso - Ford     | 505/38         | Ford Cosworth DFV |           |       |           |       |       |

## Posició final del Campionat de pilots de 1970
| Pos. | Pilot                | N° | País         | Punts | Victòries | Podis | Poles |
| ---- | -------------------- | -- | ------------ | ----- | --------- | ----- | ----- |
| 1    | Jochen Rindt         | 22 | Àustria      | 45    | 5         | 5     | 3     |
| 2    | Jacky Ickx           | 3  | Bèlgica      | 40    | 3         | 5     | 4     |
| 3    | Clay Regazzoni       | 4  | Itàlia       | 33    | 1         | 4     | 1     |
| 4    | Denny Hulme          | 8  | Nova Zelanda | 27    |           | 4     |       |
| 5    | Jack Brabham         | 15 | Austràlia    | 25    | 1         | 4     | 1     |
| 6    | Jackie Stewart       | 1  | Regne Unit   | 25    | 1         | 4     | 4     |
| 7    | Chris Amon           | 12 | Nova Zelanda | 23    |           | 3     |       |
| 8    | Pedro Rodríguez      | 19 | Mèxic        | 23    | 1         | 2     |       |
| 9    | Jean Pierre Beltoise | 6  | França       | 16    |           | 2     |       |
| 10   | Emerson Fittipaldi   | 24 | Brasil       | 12    | 1         | 1     |       |
| 11   | Rolf Stommelen       | 16 | Alemanya     | 10    |           | 1     |       |
| 12   | Henri Pescarolo      | 7  | França       | 8     |           | 1     |       |
| 13   | Graham Hill          | 14 | Regne Unit   | 7     |           |       |       |
| 14   | Bruce McLaren        | 12 | Nova Zelanda | 6     |           | 1     |       |
| 15   | Mario Andretti       | 5  | EUA          | 4     |           | 1     |       |
| 16   | Reine Wisell         | 23 | Suècia       | 4     |           | 1     |       |
| 17   | John Surtees         | 17 | Regne Unit   | 3     |           |       |       |
| 18   | Ignazio Giunti       | 6  | Itàlia       | 3     |           |       |       |
| 19   | John Miles           | 24 | Regne Unit   | 2     |           |       |       |
| 20   | Johnny Servoz-Gavin  | 16 | França       | 2     |           |       |       |
| 21   | Jackie Oliver        | 20 | Regne Unit   | 2     |           |       |       |
| 22   | Peter Gethin         | 9  | Regne Unit   | 1     |           |       |       |
| 23   | François Cevert      | 2  | França       | 1     |           |       | 1     |
| 24   | Derek Bell           | 18 | Regne Unit   | 1     |           |       |       |
| 25   | Dan Gurney           | 32 | EUA          | 1     |           |       |       |
| 26   | Nanni Galli          | 36 | Itàlia       |       |           |       |       |
| 27   | Silvio Moser         | 24 | Suïssa       |       |           |       |       |
| 28   | Ronnie Peterson      | 29 | Suècia       |       |           |       |       |
| 29   | Tim Schenken         | 30 | Austràlia    |       |           |       |       |
| 30   | Alex Soler-Roig      | 9  | Espanya      |       |           |       |       |
| 31   | Piers Courage        | 4  | Regne Unit   |       |           |       |       |
| 32   | Peter Westbury       | 32 | Regne Unit   |       |           |       |       |
| 33   | Andrea de Adamich    | 8  | Itàlia       |       |           |       |       |
| 34   | Peter de Klerk       | 24 | Sud-àfrica   |       |           |       |       |
| 35   | George Eaton         | 21 | Canadà       |       |           |       |       |
| 36   | Brian Redman         | 25 | Regne Unit   |       |           |       |       |
| 37   | Hubert Hahne         | 18 | Alemanya     |       |           |       |       |
| 38   | Dave Charlton        | 25 | Sud-àfrica   |       |           |       |       |
| 39   | John Love            | 23 | Zimbàbue     |       |           |       |       |
| 40   | Gus Hutchison        | 31 | EUA          |       |           |       |       |
| 41   | Jo Siffert           | 11 | Suïssa       |       |           |       |       |
| 42   | Jo Bonnier           | 27 | Suècia       |       |           |       |       |
| 43   | Pete Lovely          | 28 | EUA          |       |           |       |       |